# کارین بوی

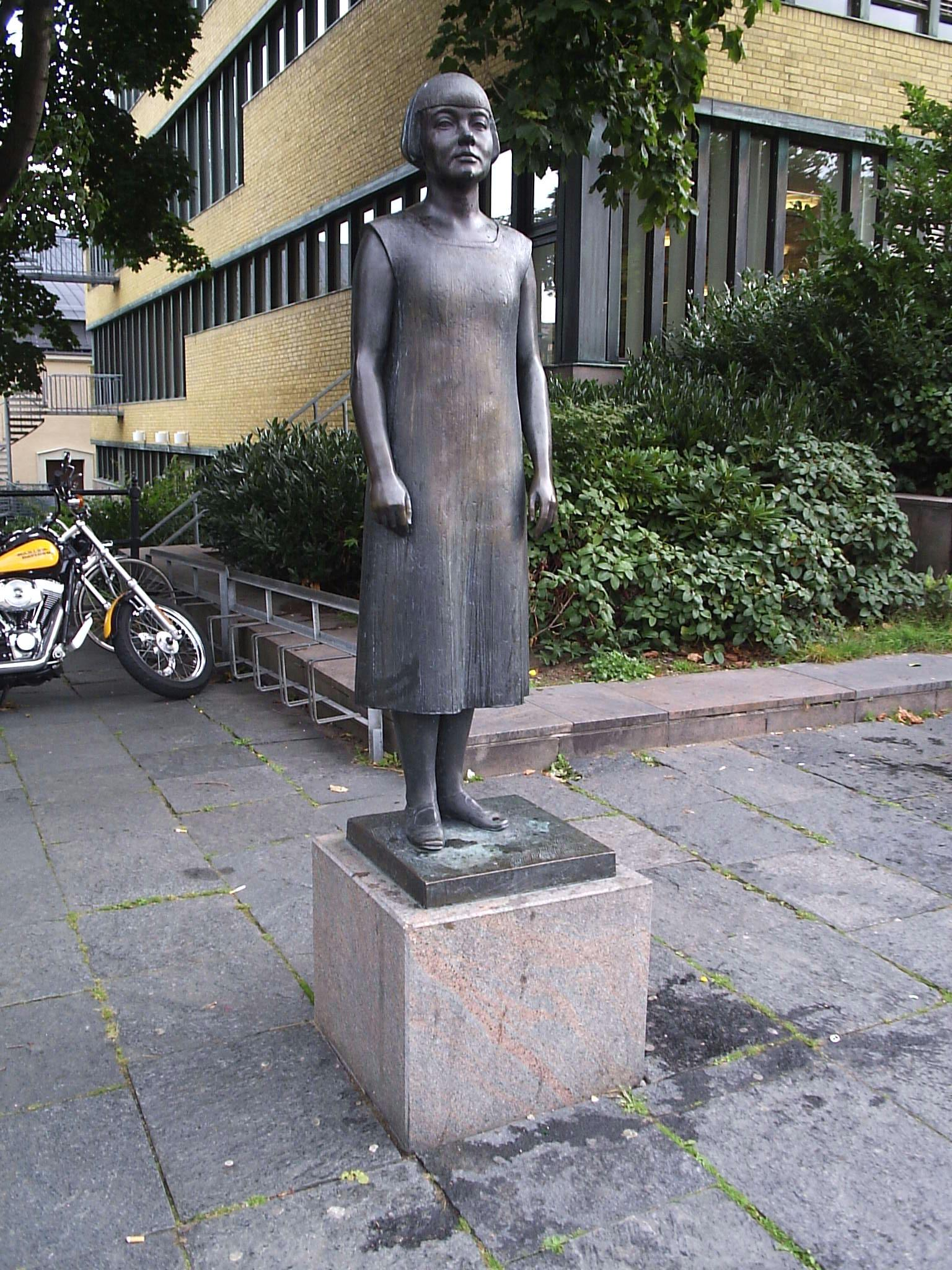
مجسمهٔ بوی، روبروی کتابخانه یوتبری

کارین ماریا بویه  (به سوئدی: Karin Maria Boye) (اکتبر ۱۹۰۰ – ۲۴ آوریل ۱۹۴۰) شاعر، رمان‌نویس، مترجم و نویسنده داستان کوتاه سوئدی بود. او به عنوان یکی از شاعران برجسته ادبیات نوگرایی سوئد شناخته می‌شود.

## زندگی‌نامه

### کودکی و خانواده
کارین بوی نخستین فرزند سیگنه (۱۹۷۶–۱۸۷۵) و فریتز بوی (۱۹۲۷–۱۸۵۷) در سال ۱۹۰۰ میلادی در خیابان واساپلتسن گوتنبرگ (یوتبری)متولد شد. او دو برادر کوچکتر به نام‌های سون و اولف داشت. پدربزرگ پدری وی، ادوارد بوی، آلمانی‌تبار و از صاحبان شرکت بیمهٔ سیوآ در یوتبری بود. پدر و مادر کارین هر دو از طبقه مرفه بودند. اما به دلیل مشکلات کاری پدر و اعتیاد به الکل مادر، کارین شرایط سختی را در اوان کودکی تجربه کرد.
او تحصیلات ابتدایی خود را سال ۱۹۰۷ در مدرسه ماتیلدا هال آغاز و نتایج درخشانی کسب کرد.
در ۱۹۰۹ به دلیل تغییر شغل پدر، او و خانواده اش به استکهلم رفتند.

### جوانی
در ۱۹۲۰ به مدت یک سال به مرکز تربیت معلمی رفت و شرایط تدریس در سطح ابتدایی را کسب کرد. در ۱۹۲۲ نخستین کتاب شعر خود را به نام «ابرها» منتشر کرد. در ۱۹۲۳ وارد دانشگاه اوپسالا شد و به آموختن زبان یونانی، زبان‌های اسکاندیناویایی و ادبیات پرداخت. بوی تحصیلات خود را در سال ۱۹۲۸ در دانشگاه استکهلم به پایان رساند و پس از آن مدتی به تدریس در مدارس پرداخت. در سال ۱۹۲۷ به جمع ویراستاران مجله سوئدی کلارته پیوست. تعدادی از شناخته‌شده‌ترین شعرهایش در همین مجله به چاپ رسید. در سال ۱۹۲۹ با یکی از ویراستاران کلارته به نام لیف بیورک ازدواج کرد که آن دو در سال ۱۹۳۲ از یکدیگر جدا شدند.

### سال‌های پایانی و مرگ
بوی در سال ۱۹۳۱ به جمع ویراستاران مجله آوانگارد اسپکتروم که نقش مهمی در معرفی نوگرایی در سوئد داشت، پیوست. در آنجا با افرادی چون یوسف ریوکین (به سوئدی: Josef Riwkin)، اریک مسترتون (به سوئدی: Erik Mesterton) و گونار اکلوف (به سوئدی: Gunnar Ekelöf) همکاری کرد. او چند مقاله مهم را در آن مجله به چاپ رساند و همچنین ترجمه سرزمین بی‌حاصل تی. اس. الیوت را نیز در سال ۱۹۳۲ منتشر ساخت. همکاری او با اسپکتروم در سال ۱۹۳۲، زمانی که برای مدتی به برلین رفت، قطع شد. پس از بازگشت از برلین به سوئد، تصمیم گرفت که روی نوشتن تمرکز کند. نخستین رمان او به نام آستارته (عشتروت/ایشتار) (به سوئدی: Astarte) در سال ۱۹۳۱ منتشر شد. در طول نه سال بعد چهار رمان دیگر نیز منتشر کرد.به خاطر درخت چهارمین دفتر شعر بوی است که در ۱۹۳۵ منتشر شد. شعر آری شکفتن غنچه همراه با درد است از این مجموعه، از جمله آثار مشهور وی به‌شمار می‌رود.
او همچنین دو جلد داستان کوتاه در سال‌های ۱۹۳۴ و ۱۹۴۰ منتشر کرد.
بوی در آوریل ۱۹۴۱ (در زمان جنگ جهانی دوم) با خوردن قرص خواب‌آور خودکشی کرد. آخرین کتاب شعرش، «هفت گناه مرگبار» در ۱۹۴۱ و پس از مرگ او منتشر شد. این کتاب نشان دهندهٔ تکامل دید و سبک او از رؤیاهای دختری از طبقه متوسط و پذیرش مشتاقانه زندگی یک رادیکالی جوان به تصاویر جسورانه‌تر، چشم‌اندازهای گسترده‌تر و احساس نسبت به مسائل انسان‌ها بود. از رمان‌های دیگر او می‌توان به: «بحران» (۱۹۳۴) که بیان کنندهٔ کشمکش او در پذیرش همجنس‌گراییش است و «کالوکاین» (۱۹۴۰) که ظلم طاقت فرسای جامعه‌ای تمامیت‌خواه در آینده را توصیف می‌کند، اشاره کرد.

## بررسی آثار

### رمان (داستان بلند)
کتاب کالوکاین از زبان فردی به نام لئوکال در سرزمین تخیلی کشور جهانی نقل می‌شود. لئوکال دانشمندی است که سرم سبز کمرنگی را کشف کرده‌است که اگر به کسی تزریق شود بلافاصله وی را بی‌اراده می‌کند به طوری که تمام رازهای خود را فاش می‌سازد. این کتاب با ترجمهٔ سعید مقدم توسط نشر مرکز در اختیار خوانندگان فارسی‌زبان قرار داده شده‌است.

### نقاشی آبرنگ
از کارین بوی علاوه بر آثار شعر و داستان، چندین نقاشی آبرنگ که بیشتر مربوط به زمان نوجوانی اوست، نیز به جامانده است. برادر او، اولف بوی صاحب حق انحصاری این نقاشی‌ها می‌باشد.

## نمونه اشعار
یقین، هدف و معنایی در سفر ماست/ اما رنج پیمودن راه سفرست که ارزشمند است. (بخشی از شعر در حرکت (به سوئدی:i rörelse) از دفتر شعر مأوا (به سوئدی: Härdarna).

## جوایز
او نخستین جایزه ادبی خود را در سنین نوجوانی در یک مسابقهٔ روزنامه‌نگاری دریافت کرد.

## نظر سایرین درباره کارین بوی
بیورن یولین از سال ۱۹۸۹تا ۱۹۹۹ریاست بنیان کارین بوی (به سوئدی: Karin Boye Sällskapet) را بر عهده داشت. او دربارهٔ کارین بوی می‌گوید: «اشعار کارین بوی در حقیقت حول این مسئله است که آدمی چگونه می‌توانسته زندگی کند و چگونه زندگی می‌کند.»

## جایزه ادبی کارین بوی
به همت بخش هودینگه در استکهلم سوئد هر ساله این جایزه ادبی به یاد کارین بوی به شاعران و نویسندگانی که در فضای فکری سال‌های پایانی زندگی وی فعالیت می‌کنند، اهدا می‌شود.
دریافت کنندگان:
- ۱۹۹۸- تئودور کلیفاتیدس (به سوئدی: Theodor Kallifatides)
- ۱۹۹۹- ماری لوندکویست (به سوئدی: Marie Lundqvist)
- ۲۰۰۰-بیورن یولین (به سوئدی: Björn Julén)
- ۲۰۰۱-ایلوا ایگهورن (به سوئدی:Ylva Eggehorn)
- ۲۰۰۲-کمیلا همارستروم (به سوئدی:Camilla Hammarström)
- ۲۰۰۳-ماری سیلکبری (به سوئدی:Marie Silkeberg)
- ۲۰۰۴-یوهانس آنیورو (به سوئدی:Johannes Anyuru)
- ۲۰۰۵-یوهانا نیلسون (به سوئدی:Johanna Nilsson)
- ۲۰۰۶-سلیم برکات (به سوئدی:Salim Barakat)
- ۲۰۰۸-ستور لینیر (به سوئدی:Sture Linnér)
- ۲۰۰۹-مارتینا لودن (به سوئدی:Martina Lowden)
- ۲۰۱۰-یرکر ویردبوری (به سوئدی:Jerker Virdborg)
- ۲۰۱۱-مالت پرشون (به سوئدی:Malte Persson)
- ۲۰۱۲-نینا همینگسون (به سوئدی:Nina Hemmingsson)
- ۲۰۱۳-آتنا فرخزاد (به سوئدی:Athena Farrokhzad)
- ۲۰۱۴-تونی ساموئلسون (به سوئدی:Tony Samuelsson)
- ۲۰۱۵-تم مالمکویست (به سوئدی:Tom Malmquist)
- ۲۰۱۶-اولریکا والنستروم (به سوئدی:Ulrika Wallenström)